# Aleksandyr Paunow
Aleksandyr Dimitrow Paunow (bułg. Александър Димитров Паунов; ur. 19 czerwca 1949 w Pazardżiku) – bułgarski polityk, parlamentarzysta i ekonomista. Pierwszy sekretarz Komitetu Centralnego Komunistycznej Partii Bułgarii. Poseł do bułgarskiego Zgromadzenia Narodowego 39., 40., 42. oraz 44. kadencji z ramienia lewicowej koalicji BPS dla Bułgarii. W lipcu 2020 opuścił swoją frakcję parlamentarną, pozostając posłem niezależnym.

## Życiorys
Potrafi posługiwać się językiem rosyjskim, czeskim, niemieckim oraz angielskim.